# Латин, Лев Николаевич
Лев Николаевич Латин (род. 4 апреля 1966) — советский и российский хоккеист, защитник. Тренер.

## Биография
Воспитанник горьковского «Торпедо», в котором провёл бо́льшую часть карьеры — 13 сезонов (1982/83 — 1983/84, 1986/87 — 1996/97), был капитаном команды. Армейскую службу проходил в молодёжной команде ЦСКА (1984/85) и СКА МВО Калинин (1985/86, первая лига), Также играл за «Кварц» Бор (1991/92, вторая лига — один матч), «Торпедо-2» (1993/94 — 1996/97) и «Мотор» Заволжье (1997/98 — 2000/01).
Окончил МГАФК (1993).
Тренер «Мотора» (2001/02). Главный тренер (2002/03 — 2005/06, 2008/09), тренер (2006/07 — 2007/08, 2009/10) ХК «Саров». Затем — главный тренер клуба из чемпионата Нижегородской области «Кстово».